# Gornje Vreme
Gornje Vreme je naselje v Občini Divača.